# Arve Opsahl

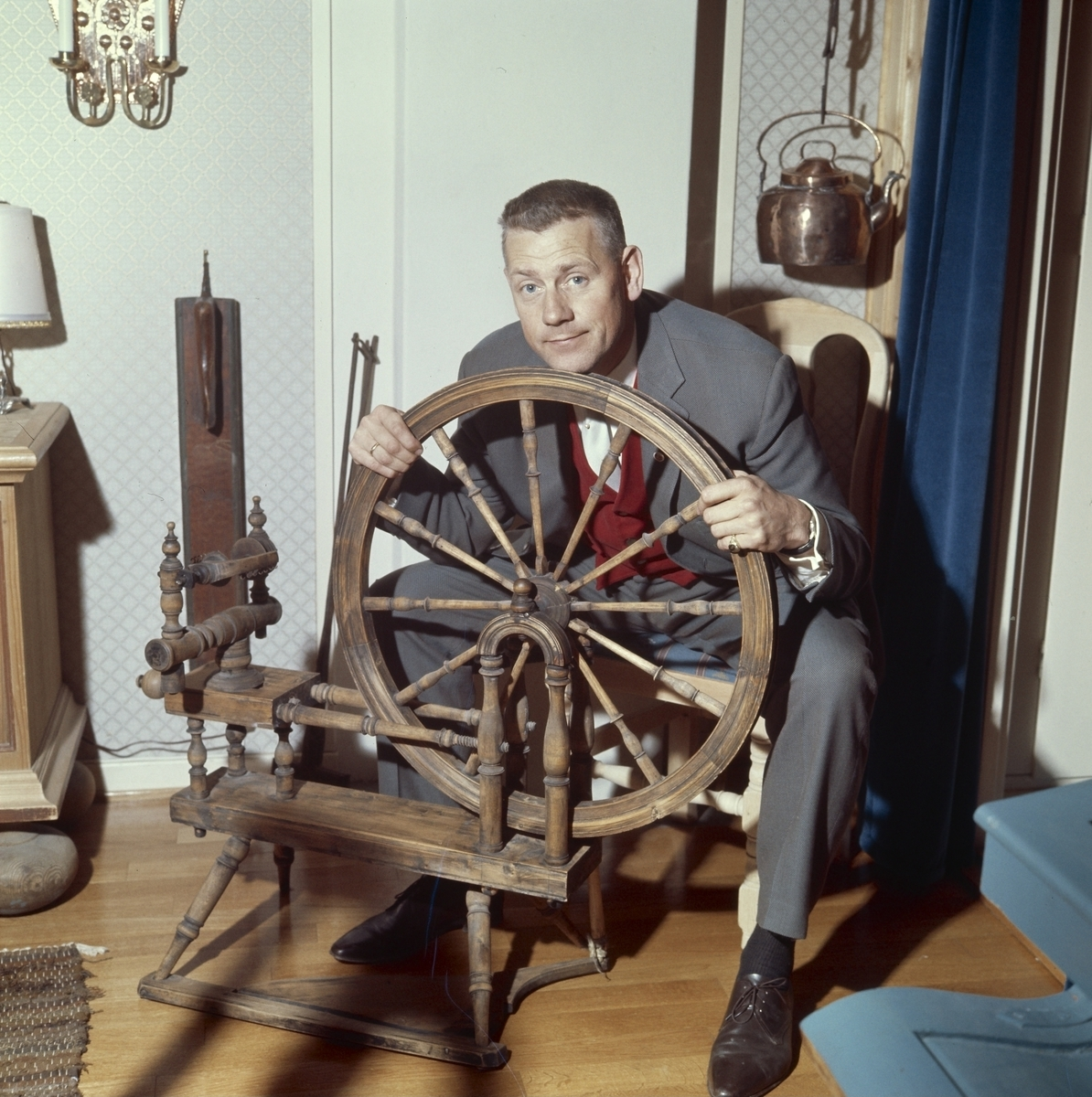
Arve Opsahl um 1963

Arve Opsahl (* 14. Mai 1921 in Kristiania; † 29. April 2007 in Oslo) war ein norwegischer Film- und Theaterschauspieler.

## Biografie
Arve Opsahl wurde als Sohn des Schmiedemeisters Aksel Opsahl (1886–1963) und seiner Frau Alvilde Olsen (1889–1958) in Kristiana, dem heutigen Oslo, geboren, wo er auch seine Kindheit verbrachte und aufwuchs. Er begann seine Karriere 1942 im Theater als Schauspieler und spielte in zahlreichen Rollen auf der Bühne. Seine ersten Auftritte im Theater hatte er am Scala Revyteater, anschließend im Edderkoppen und im Chat Noir sowie von 1967 war er fest am Oslo Nye Teater engagiert. Ab 1980 war Opsahl weiterhin freiberuflich unter anderem bei Revuen von Dag Frøland am Chat Noir tätig.
Opsahl wirkte als Schauspieler in mehr als 40 Film- und Fernsehproduktionen mit. Seine bekannteste Rolle hatte er in den 14 Filmen norwegischen Neuverfilmungen der dänischen Olsenbande. Er spielte die Hauptrolle des Bandenchefs Egon Olsen vom ersten norwegischen Olsenbandenfilm 1969 an und in allen anderen 13 Filmen bis 1999. Arve Opsahl hatte auch einen Gastauftritt in der dänischen Olsenbande als betrunkener Tourist Knut in dem Film Der (voraussichtlich) letzte Streich der Olsenbande, gemeinsam mit den anderen norwegischen Olsenbanden-Darstellern Sverre Holm und Carsten Byhring. 1981 spielte er nochmal in dem dänischen Olsenbanden-Film Die Olsenbande fliegt über die Planke ebenfalls einem Norweger im Kopenhagener Flughafen. Er ist auch für seine Rolle als alter Mann Henry in der norwegischen Fernsehserie Mot i Brøstet bekannt.
Im Dezember 2005 wurde Opsahl durch eine Online-Zeitung schon einmal vorzeitig für tot erklärt, was der Schauspieler in dem Fall aber mit Humor trug.
Besonders tragisch waren auch die Dreharbeiten des letzten norwegischen Olsenbandenfilms (Olsenbandens siste stikk, 1999). Arve Opsahl verspürte Schmerzen im rechten Bein bei den Dreharbeiten zum letzten 14. Film, wollte aber durchhalten, weil er die Hauptrolle des Egon spielte. Nach der Beendigung dieses Filmes musste ihm das Bein amputiert werden. Nach einem letzten Auftritt 2001 in der Fernsehkomödie Himmelen kan vente zog Opsahl sich endgültig aus dem Berufsleben zurück.

## Filmografie
- 1949: Svendsen går videre
- 1955: Hjem går vi ikke
- 1958: I slik en natt
- 1960: Millionær for en aften
- 1961: Sønner av Norge
- 1961: Bussen
- 1962: Operasjon
- 1964: Die Jungfrau in der Hängematte (Blåjackor)
- 1974: Knutsen & Ludvigsen
- 1974: Bør Børson Jr.
- 1969: Olsen-Banden
- 1970: Olsenbanden og Dynamitt-Harry
- 1970: Skulle det dukke opp flere lik, så er det bare å ringe
- 1971: Aristocats (Stimme für Roquefort, Norwegische Originalsynchronisation)
- 1972: Olsenbanden tar gull
- 1973: Olsenbanden og Dynamitt-Harry går amok
- 1974: Olsenbanden møter kongen og knekten
- 1974: Der (voraussichtlich) letzte Streich der Olsenbande (Olsen-bandens sidste bedrifter)
- 1974: Bør Børson Jr.
- 1976: Olsenbanden for full musikk
- 1977: Olsenbanden & Dynamitt-Harry på sporet
- 1978: Olsenbanden + Data Harry sprenger verdensbanken
- 1979: Olsenbanden og Dynamitt-Harry mot nye høyder
- 1981: Die Olsenbande fliegt über die Planke (Olsen-bandens flugt over plankeværket)
- 1981: Olsenbanden gir seg aldri
- 1982: Olsenbandens aller siste kupp
- 1984: Men Olsenbanden var ikke død!
- 1988: Folk og røvere i Kardemomme by
- 1989: Eine Handvoll Zeit (En håndfull tid)
- 1999: Olsenbandens siste stikk
- 2001: Himmelen kan vente

## Diskografie
- 1964: Operasjon Sjøsprøyt (Triola) soundtrack, EP
- 1965: Arve 25 år (NorDisc)
- 1965: Sett Sjøbein med Arve Opsahl! (NorDisc)
- 1972: Kjære lille Norge (Camp)
- 1979: Vitsekrigen (K-Tel) m/Carl Gustaf Lindstedt
- 1982: Syng med Arve Opsahl (Studio B)
- 1996: Jubeljubilaren (Triola) samleplate

## Auszeichnungen
- 1972: Leonardstatuetten
- 1974: Aamot-statuetten
- 1991: Amanda Awards Ehrenpreis
- 2002: Hedersprisen beim Komiprisen